# 卡平阿馬朗伊環礁

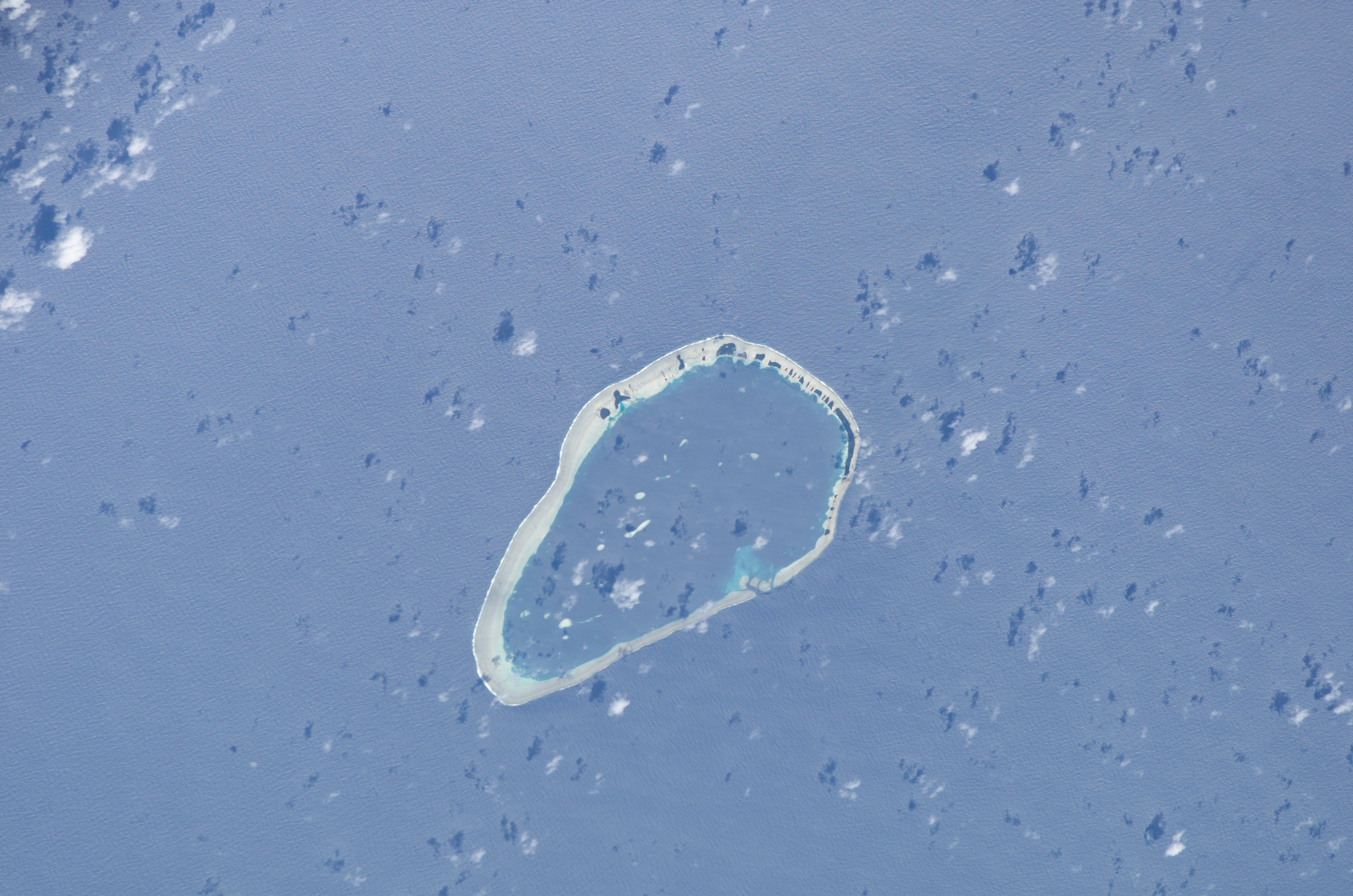

卡平阿馬朗伊環礁是西太平洋島國密克羅尼西亞聯邦的環礁，屬於加羅林群島的一部分，位於沃萊艾環礁以東約57公里，由33個島嶼組成，土地面積1.12平方公里，潟湖面積61.51平方公里，最高點海拔高度35米，2007年人口約500。

## 外部連結
- Detailed Map of Kapingamarangi
- Kapingamarangi Health Report (1950)
- Monograph on reptiles of Kapingamarangi (1998)
- Kapingamarangi Canoe Building Project, Univ. of Oregon（页面存档备份，存于）
- Aerial view of Kapingamarangi Atoll - more pictures in archives.

1°4′N 154°47′E / 1.067°N 154.783°E